# Victoria, Brăila
Victoria là một xã thuộc hạt Brăila, România. Dân số thời điểm năm 2002 là 4001 người.